# Gustave Flaubert
Gustave Flaubert (12. december 1821 – 8. maj 1880) var en fransk forfatter.

## Udvalgt bibliografi
- Madame Bovary (1857)
- Salammbô (1862)
- Følelsernes opdragelse (1869)